# کورزان
کورزان (به لاتین: Kowarzan) یک منطقهٔ مسکونی در افغانستان است که در ولایت هرات واقع شده‌است.